# Бартол II Франкопан
Бартол II Франкопан (умро око 1224) је био хрватски кнез из породице Франкопана.

## Биографија
Франкопан се у изворима први пут помиње у повељи крчког бискупа Ивана из 1186. године као један од сведока. За њега се у повељи наводи да је "брат кнезова" па се из тога извлачи закључак да је био млађи брат Бартола I и Вида I и син кнеза Дујма I из другог брака. Није носио титулу крчког кнеза, па преовладава мишљење да му браћа нису хтела уступити део кнежевине због чега је Бартол II напустио острво и ступио у службу угарског краља Беле III који му је према фалсификованој исправи из 1193. године за верну службу даровао Модрушку жупанију. Бартол се обавезао да ће служити у војсци са 10 оклопника унутар државе, односно 4 изван граница државе. Према фалсификованој исправи из 1209. године, Бартол II је осигурао наслеђе Модрушке жупаније Виду II што је посебном, такође фалсификованом повељом, потврдио угарски краљ Андрија II 1223. године. Бартол II није имао деце. 